# Erasmuskapelle (Kempten)

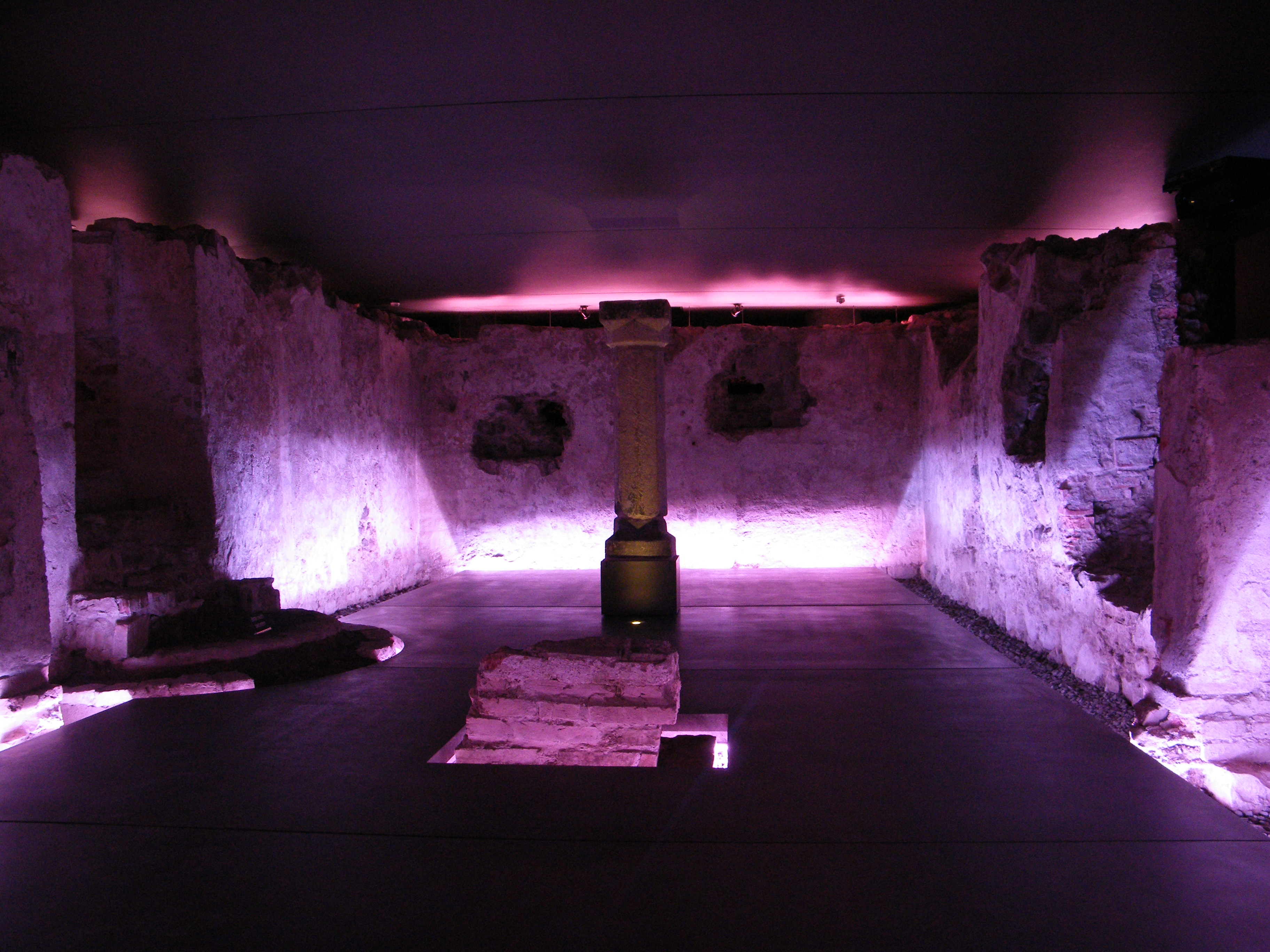
Der unterirdische Schauraum „Erasmuskapelle“

Die Erasmuskapelle war eine im 13. Jahrhundert erbaute, zeitweise als Doppelkapelle eingerichtete katholische Friedhofskapelle. Sie stand bis zu ihrem Abbruch 1857 neben der seit dem 16. Jahrhundert von der evangelischen Gemeinde genutzten St.-Mang-Kirche in Kempten (Allgäu). Das Erdgeschoss der Kapelle war dem Erzengel Michael, das Untergeschoss als ehemaliges Beinhaus dem heiligen Erasmus geweiht.
Auf dem St.-Mang-Platz wurden bei archäologischen Untersuchungen in den Jahren 2003 und 2008 bis 2010 etwa 500 Grabstellen eines ehemaligen Friedhofs freigelegt. Die Archäologen konnten damit Zusammenhänge der Stadtbesiedlung in der Frühzeit deuten und erklären. Die erhaltenen Teile des Bodendenkmals wurden im Jahr 2010 der Öffentlichkeit zugänglich gemacht und gelten seither als Sehenswürdigkeit. In diesem Schauraum wird die Geschichte des Sakralbaus und die der Stadt in multimedialer Präsentation erläutert.

## Geschichte
Historiker teilen die Bau- und Entstehungsgeschichte des heutigen Bodendenkmals in sieben Phasen ein. Die erste beschreibt die Erbauung gegen Ende des 13. oder, aus Sicht der Bauforschung, eher im 14. Jahrhundert, die zweite die Renovierung nach einem Brand, die dritte und vierte Bauphase die Erweiterung. In der fünften Phase wurde die Kapelle profaniert und in der sechsten durch einen Anbau erweitert. Der Abriss des oberirdischen Teils der Kapelle im Jahr 1857 erfolgte in der siebten Phase.
Wiederentdeckt wurden die Fundamente und Grundmauern im Zweiten Weltkrieg, als ein Splittergraben angelegt und dabei Mauerwerk durchbrochen wurde. In die öffentliche Aufmerksamkeit gelangten sie wieder Anfang des 21. Jahrhunderts in Verbindung mit ersten Planungen zur Erneuerung des St.-Mang-Platzes.
Der Versuch, die Erasmus- und Michaelskapelle als Gruftkapelle eines Klosters an Stelle der St.-Mang-Kirche zuzuordnen scheiterte, nachdem die Archäologie- und Geschichtsforschung die Existenz eines Klosters an jener Stelle widerlegte.

### Erbauung als Beinhaus und Brand
Zunächst entstand vermutlich im Zuge einer Friedhofserweiterung die Karnerkapelle St. Michael. Das Erdgeschoss bildete den Kirchenraum, das Untergeschoss mit eigenem Zugang diente als Beinhaus, wo die beim Anlegen neuer Gräber zutage gekommenen Gebeine aufgestapelt wurden. Die Außenmaße betrugen etwa 12,7 × 7,7 Meter. Diese Kapelle wurde erstmals im Jahr 1313 schriftlich erwähnt. Im 14. Jahrhundert wurde das Gebäude durch einen Brand stark beschädigt und anschließend wiederaufgebaut. Im Westteil wurde die ehemalige Holzkonstruktion durch ein Tonnengewölbe aus Ziegelsteinen ersetzt, das in höherem Maße feuersicher war. Der Brand verfärbte das Gestein im Untergeschoss nachhaltig rot.

### Vergrößerungen zur Notkirche
Anfang des 15. Jahrhunderts kam es zu vielen baulichen Veränderungen. Beide Kapellen wurden um einige Meter erweitert. Im Untergeschoss wurden nach Osten und Westen Kreuzgratgewölbe mit Gurtbändern angelegt. Im größeren Teil, dem östlichen Raum, trafen die Gewölbebögen in der Mitte auf eine Sandsteinsäule. Diese Säule wurde später hinter der St.-Mang-Kirche in einem Ölberg aufgestellt. Zur Eröffnung des Schauraumes wurde sie wieder an der alten Stelle platziert.
Als Beweis für die religiöse Nutzung des Untergeschosses gelten die Apostelkreuze links und rechts des heutigen Eingangs, sie ähneln stark denen der St.-Mang-Kirche. Die Michaelskapelle erhielt im Osten einen mehreckigen Chor, hierdurch vergrößerte sich die Außenlänge auf 24 Meter. Diese Erweiterung könnte mit dem Aus- und Umbau der romanischen Nachbarkirche St. Mang in den gotischen Baustil im Jahr 1426 zusammenhängen. In der mehrjährigen Um- und Ausbauphase fehlte wahrscheinlich der Platz, um Gottesdienste zu feiern. Daher wurde die Doppelkapelle zeitweise vermutlich als Notkirche genutzt.
Auf dem Dachfirst befanden sich zwei Dachreiter mit Geläuten. Diese hatten einen unterschiedlichen Klang, damit die Bevölkerung wusste, ob für die Erasmus- oder die Michaelskapelle geläutet wurde.

### Profanierung und Umbau zu einem Zweckbau

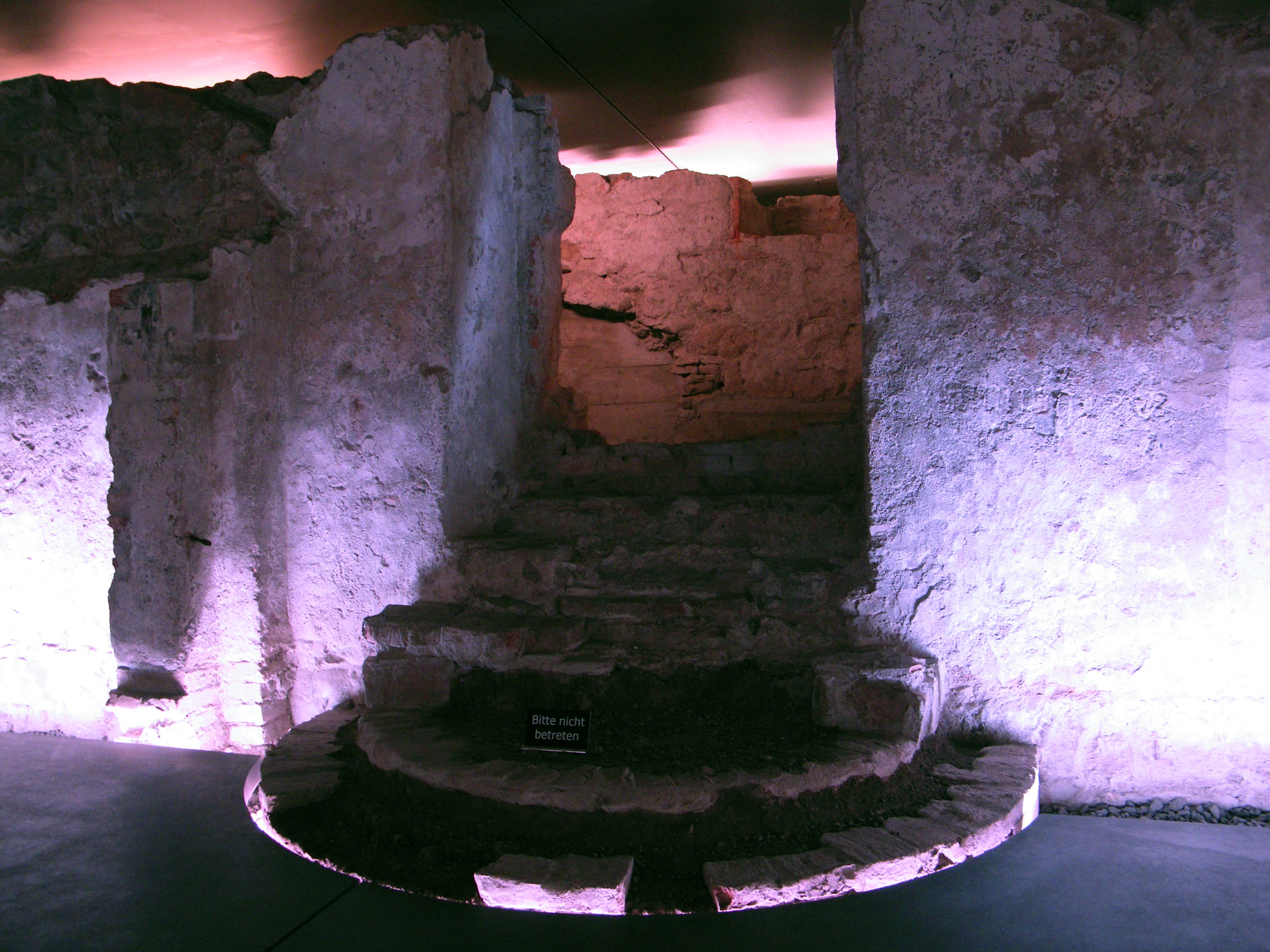
Verbreiterter Abgang im Norden

1527 schloss sich die Reichsstadt Kempten der Reformation an, die Kapelle blieb jedoch Eigentum der katholischen Bischofskirche von Augsburg. Wegen Platzmangel im Kirchenbezirk wurde der Friedhof 1535 an den Hang der Burghalde verlegt: Es entstand der Evangelische Friedhof. Im Jahre 1557 ging das profanierte Gebäude in den Besitz der Reichsstadt über. Diese ließ das Erdgeschoss in ein Leinwandschauhaus umbauen, im Untergeschoss wurde eine Trinkstube mit Weinkeller eingerichtet. Im Leinwandschauhaus wurde das von Kemptener Webern hergestellte Leinen auf Qualität kontrolliert und mit Bleimarken versehen.
Um das Leinen auch bei feuchtem Wetter ausrollen zu können, wurde südlich vom Erdgeschoss ein hölzerner Laubengang angebaut. Der Innenraum erhielt zur Vergrößerung der Nutzfläche eine Zwischendecke; die Malereien im Untergeschoss wurden übermalt. Der Eingang im Norden wurde teilweise verbreitert, damit die Weinfässer nicht im Türgewände stecken blieben. Eine Stadtansicht von 1628 zeigt die profanierte Kapelle mit beiden Dachreitern, was bedeutet, dass sie während der Umbaumaßnahmen erhalten blieben.

### Anbau des Schmalzwaaghauses und Abbruch

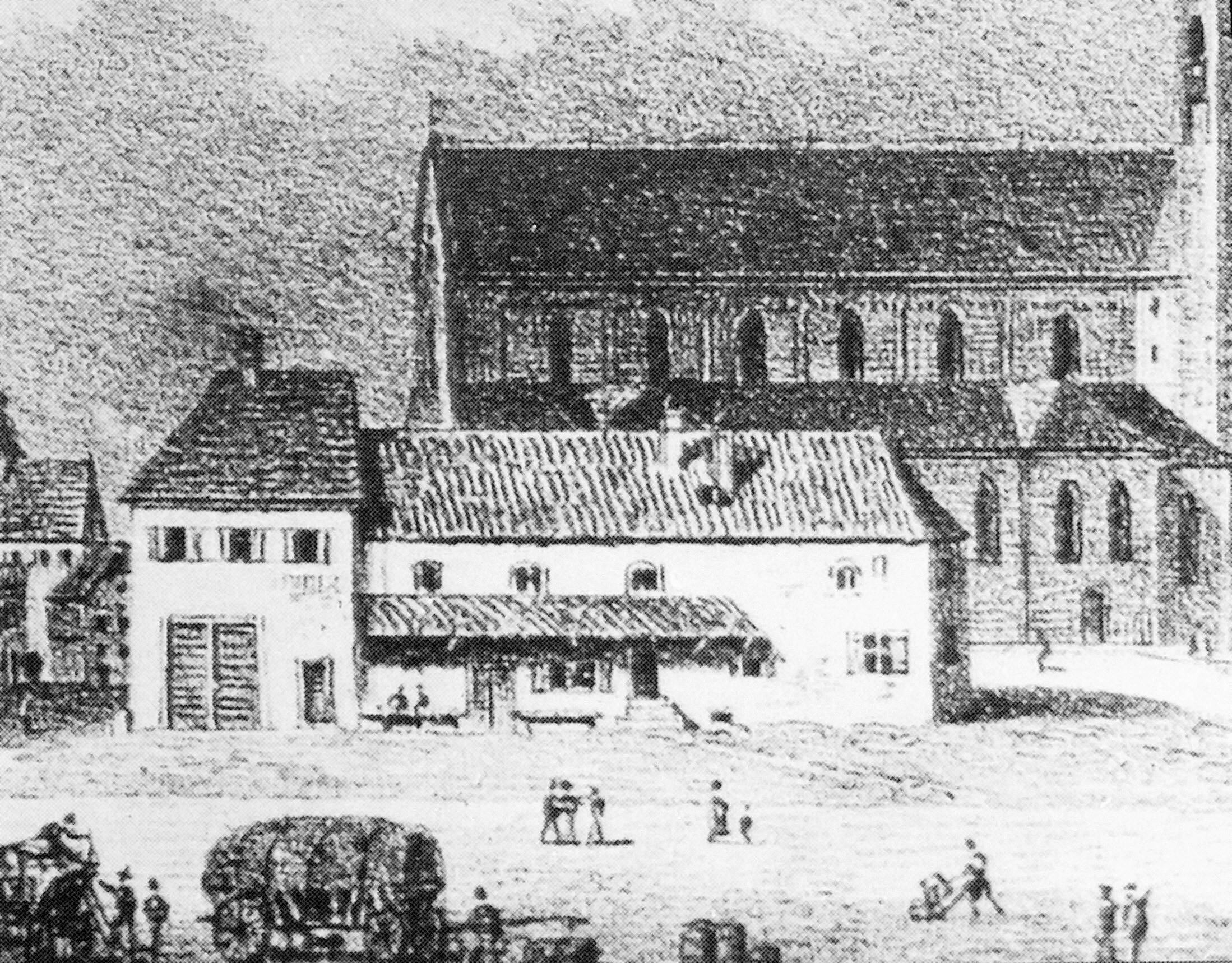
Die Kapelle im 19. Jahrhundert als Warenkontrollhaus mit dem neuen Anbau auf der Westseite. Der mehreckige Abschluss im Osten ist der letzte Hinweis auf die ehemalige kirchliche Nutzung des Gebäudes. Dahinter die St.-Mang-Kirche.

Im Jahr 1664 kam im Westen das Schmalzwaaghaus als Anbau hinzu. Dessen Erdgeschoss war im Verhältnis zum restlichen Gebäude deutlich höher und ermöglichte die Einfahrt von hohen Pferdekarren. In diesem Haus wurden Fette für die Herstellung von Seifen, Salben, Schmiermitteln und Brennstoffen auf ihre Qualität überprüft. Der Anbau war mit hoher Wahrscheinlichkeit eine Fachwerkkonstruktion. Bei den archäologischen Ausgrabungen wurden keine Fundamentmauern dieses Anbaus gefunden.
1857 wurde der Abriss des inzwischen baufälligen Gebäudes beschlossen. Der obere Raum der Michaelskapelle wurde trotz Protesten geschichtsbewusster Kemptener abgerissen, das Gewölbe der Erasmuskapelle darunter eingeschlagen und das Loch mit Bauschutt aufgefüllt. Als Maße wurden beim Abbruch angegeben: Länge 23,35 Meter, Breite 5,55 Meter, Höhe 5,84 und 7 Meter. Das Gemäuer war einen Meter dick. Die Krypta bzw. die alte Gruft war 16,6 Meter lang und 5,25 Meter breit. Die damals gefundenen Wandmalereien wurden von Joseph Buck abgemalt und dokumentiert.

### Zweiter Weltkrieg
Erst im Zweiten Weltkrieg wurde das im Boden verbliebene Gemäuer zufällig entdeckt. Beim Bau eines Erdbunkers und Schützengrabens auf dem St.-Mang-Platz wurde die westliche Mauer der unterirdischen Ruine durchbrochen. Ausgrabungen im Jahr 2010 brachten unter anderem scharfe Munition zutage, darunter Leuchtspurgeschosse mit weißem Phosphor für den deutschen Militär-Karabiner Mauser System 98 und eine Patrone für ein italienisches Carcanogewehr.

### Ausgrabungen und erste Pläne für den Schauraum

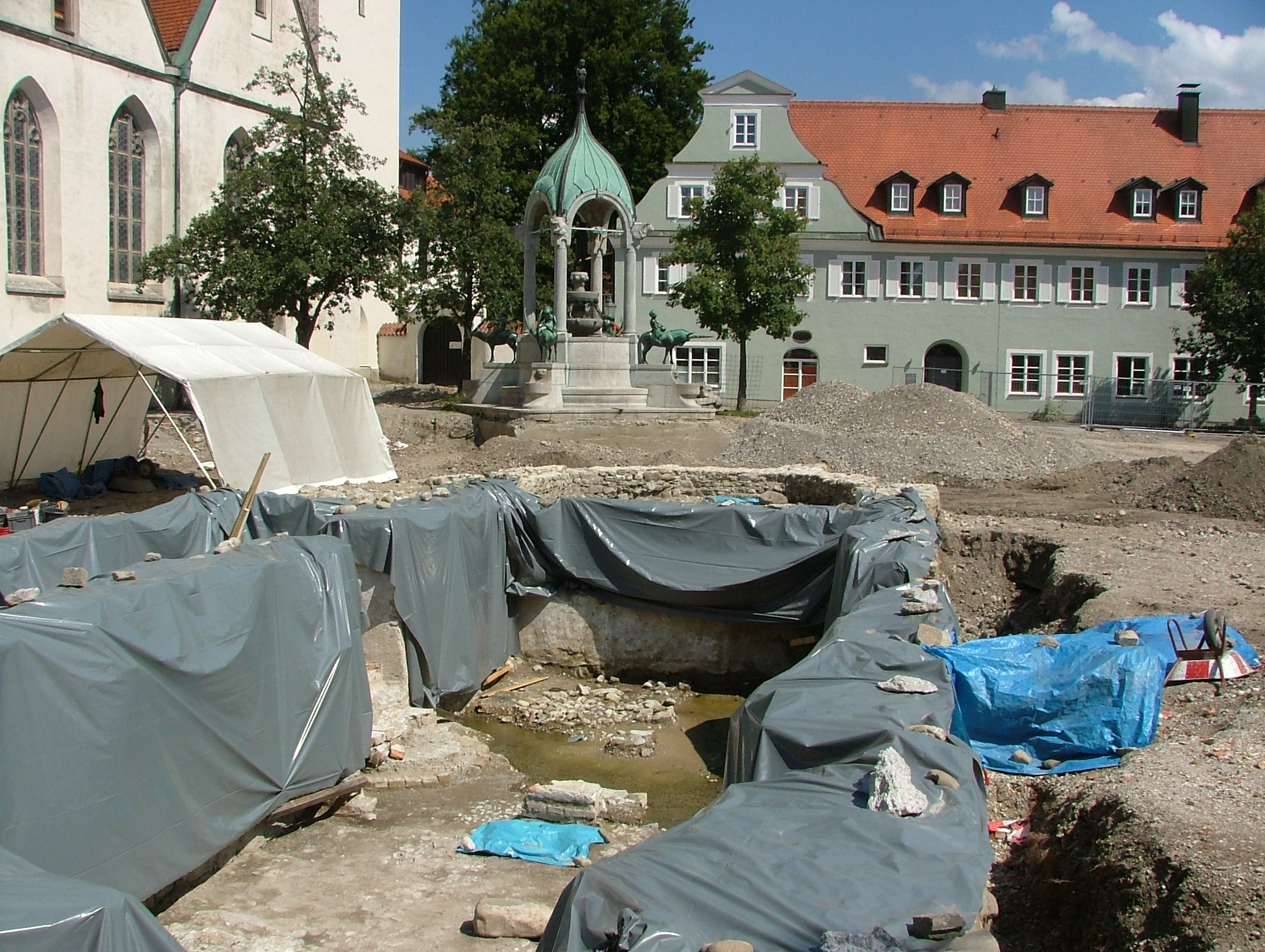
Die Mauerreste der Erasmuskapelle während der archäologischen Ausgrabungen, hinten der St.-Mang-Brunnen.

Vor der geplanten Neugestaltung des St.-Mang-Platzes waren archäologische Voruntersuchungen nötig. Bereits 1988 war durch Sondagen bekannt, dass sich nicht sehr tief unter dem Waschbetonplattenbelag der 1960er Jahre mittelalterliche Gräber des 1535 aufgegebenen Friedhofs befanden. Es wurden jedoch keine umfassenderen, großflächigen Ausgrabungen getätigt. 2003 wurden weitere Sondagen auf einer anderen Teilfläche durchgeführt. Von 2008 bis 2010 fand auf einem Großteil der Platzfläche eine umfangreiche Rettungsgrabung statt, um die Gräber des Friedhofs und die Fundamente der Kapelle zu untersuchen. Dabei wurden über 500 christliche Bestattungen gefunden. Das älteste Skelett stammt aus dem 7. Jahrhundert und belegt, dass hier bereits 50 bis 100 Jahre vor dem angeblichen Eintreffen des „Allgäu-Apostels“ Magnus von Füssen, was heute mehr als Legende gedeutet wird, christliche Bestattungen stattgefunden hatten. Bei tiefgründigeren Ausgrabungen wurden weitere Funde gemacht. Die Grundmauern waren in größerer Tiefe erhalten als lange Zeit angenommen; Fensternischen, Putzflächen, Türöffnungen und Gewölbeansätze waren noch zu erkennen. Das Ausheben des Schutts aus dem Innenraum war aus Sicherheitsgründen notwendig, um sich bei der oberirdischen Überbauung wegen möglicher Hohlräume abzusichern.
Aufgrund der regionalen Berichterstattung in Tages- und Wochenzeitungen strömten interessierte Besucher zu den Ausgrabungen, die zu einem Bestandteil von Stadtführungen wurden. Es gab gut besuchte Grabungsführungen durch das Gemäuer. Weil die Untersuchungen zwei Winter lang dauerten, wurden die Mauern zum Schutz vor Umwelteinflüssen mit einem Bierzelt überbaut.
Während der archäologischen Arbeiten wurde mehrfach der Wunsch geäußert, die Erasmuskapelle dauerhaft zugänglich zu machen. Der Stadtrat und seine Ausschüsse prüften Möglichkeiten zum Erhalt der Funde. Statt die Grundmauern nach der Dokumentation und Konservierung wieder mit Kies für etwa 350.000 Euro anzufüllen, wurde der unterirdische Gebäudeteil für 1,4 Millionen Euro zum heutigen Schauraum ausgebaut. Mit dieser Maßnahme schloss sich der Stadtrat im März 2009 mit Mehrheit dem Wunsch der Bevölkerung an, den Raum zugänglich zu machen.

### Bau und Eröffnung des Schauraums

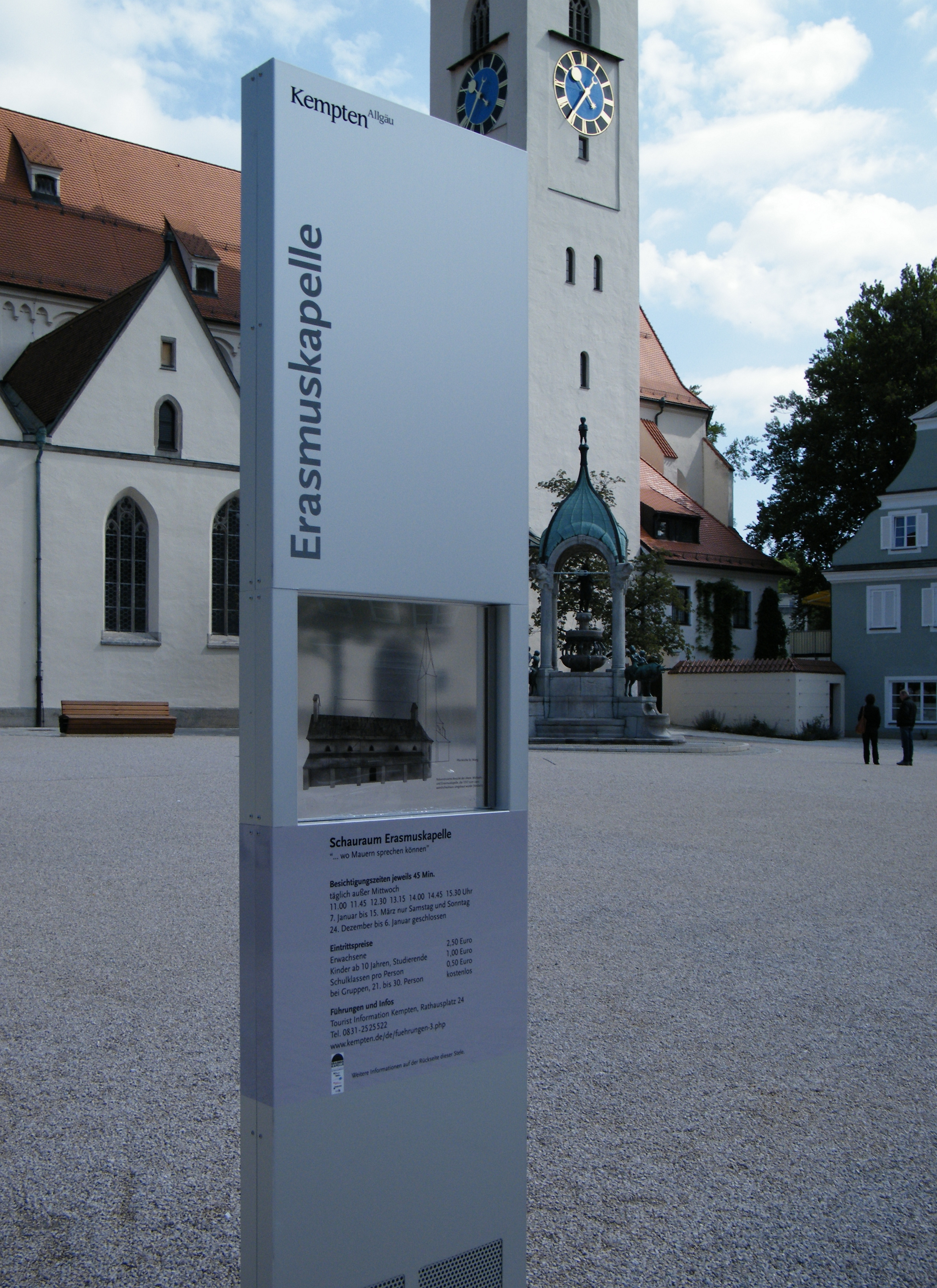
Informationstafel vor dem Eingang in die Kapelle

Um die Mauern standfest auf dem feinkörnigen Schwemmsand des Kemptener Untergrunds zu sichern, wurden sie mit einem Betonfundament unterfangen. Die Spannbetonplatten der Decke liegen nicht auf dem historischen Mauerwerk auf, sondern werden von Bohrpfählen getragen. Die Treppe und der Boden des Schauraums wurden aus Feinbeton gegossen. Nach dem Auflegen der Betondecke konnte mit der Oberflächenfertigstellung und dem Innenausbau des Schauraums begonnen werden.
Abgeschlossen wurden die Arbeiten am 18. September 2010 mit der Eröffnung des Schauraums Erasmuskapelle. Seither gilt dieser als neue Sehenswürdigkeit der Stadt.
Die Kosten für das Gesamtprojekt „Neugestaltung St.-Mang-Platz mit archäologischem Schauraum in der Erasmuskapelle“ betrugen 1,7 Millionen Euro. Gefördert wurde das Projekt unter anderem durch das Konjunkturpaket II der Bundesregierung.

## Beschreibung des Schauraums
Auf dem St.-Mang-Platz ist der Umriss der Michaelskapelle als Bronzeband mit Inschrift eingelassen. Auf die neue „Gruft“ mit den Skeletten weist eine quadratische Bronzeplatte mit einer Inschrift hin. Neben historischen Informationen zur Kapelle ist als Memento Mori ein Karnerspruch zu lesen: „Sum quod eris, quod es fui“ (Was ich bin, wirst Du sein, was Du bist, bin ich gewesen).
Für den neuen Eingang in den Schauraum wurde nicht der ursprüngliche Abgang verwendet, sondern ein Stück der Originalmauer herausgesägt, sodass ein Querschnitt des verwendeten Baumaterials zu sehen ist. Der Unterschied im Material erklärt sich aus der Verbindung des Ursprungsbaus mit dem jüngeren Anbau. Rechts wurden die verbrannten Gebeine wieder an der Fundstelle bestattet. Eine Lichtprojektion mit Text weist auf die Knochensplitter hin. Südwestlich davon wurden zwei neue Räume für die Technik eingerichtet.
Innen erwartet den Besucher ein Monitortisch. Er dient dazu, die Atmosphäre im Schauraum zu erhalten, da auf Ausstellungsvitrinen verzichtet wurde. Auf dem Tisch sind in kleinen Fenstern unterschiedliche Funde aus bestimmten Phasen der Kapelle ausgestellt. Genauere Erklärungen zu jedem Fund gibt der verschiebbare Flachbildschirm.
Unterhalb der Bronzeplatte der Gruft ist im neu geschaffenen Raum hinter dem Chor ein Beinhaus mit 50 Gebeinen eingerichtet. Durch zwei Öffnungen, die beim Abbruch entstanden, sind die in offenen Metallkörben untergebrachten Gebeine sichtbar. Diese haben drei Funktionen: als Depot der Stadtarchäologie, als wissenschaftliches Magazin der Bayerischen Staatssammlung für Anthropologie und Paläoanatomie der Ludwig-Maximilians-Universität in München und als Gruft, die von Pfarrern der beiden christlichen Konfessionen geweiht wurde.
Durch mehrere Projektoren und Lautsprecher wird die Geschichte der Doppelstadt Kempten dargestellt, die bereits mit dem römischen Cambodunum begonnen hat. Auf die verschiedenen Bauphasen der Kapelle wird ebenfalls eingegangen. Die Beamer projizieren Bilder und Markierungen auf die Wände, die Decke und die Sandsteinsäule. Sie erläutern die Funde oder erhalten gebliebene Besonderheiten. So läuten beispielsweise Glocken zur Messe, werden Apostelkreuze an den Wänden angestrahlt, wird das Feuer in der Kapelle aus dem 14. Jahrhundert in Erinnerung gebracht, der gemusterte Fliesenboden verlegt oder es werden Weinfässer hereingebracht. Unterstützt wird die Darstellung durch eine farblich angepasste Beleuchtung.

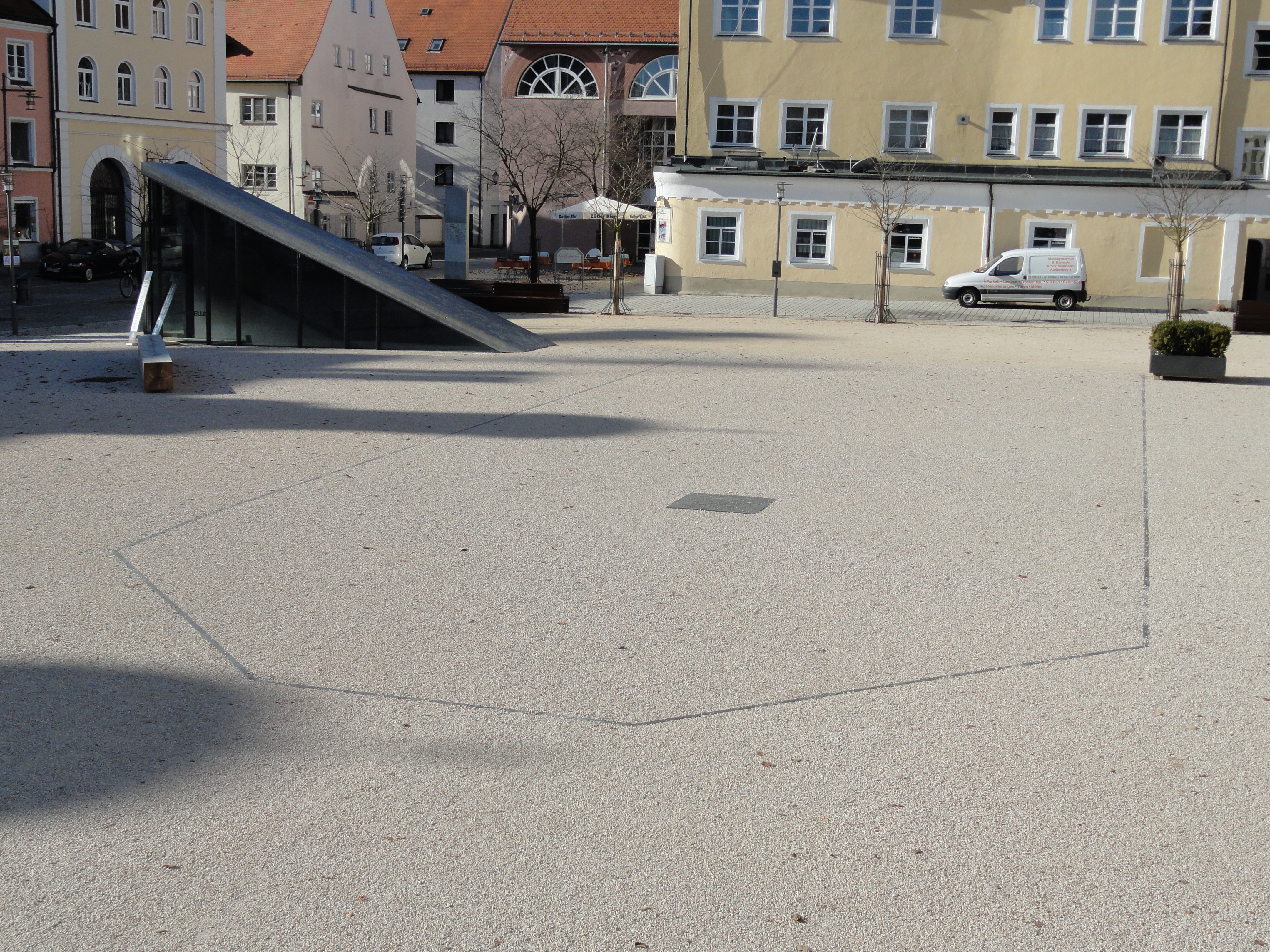
Umriss der Kapelle als Bronzeband
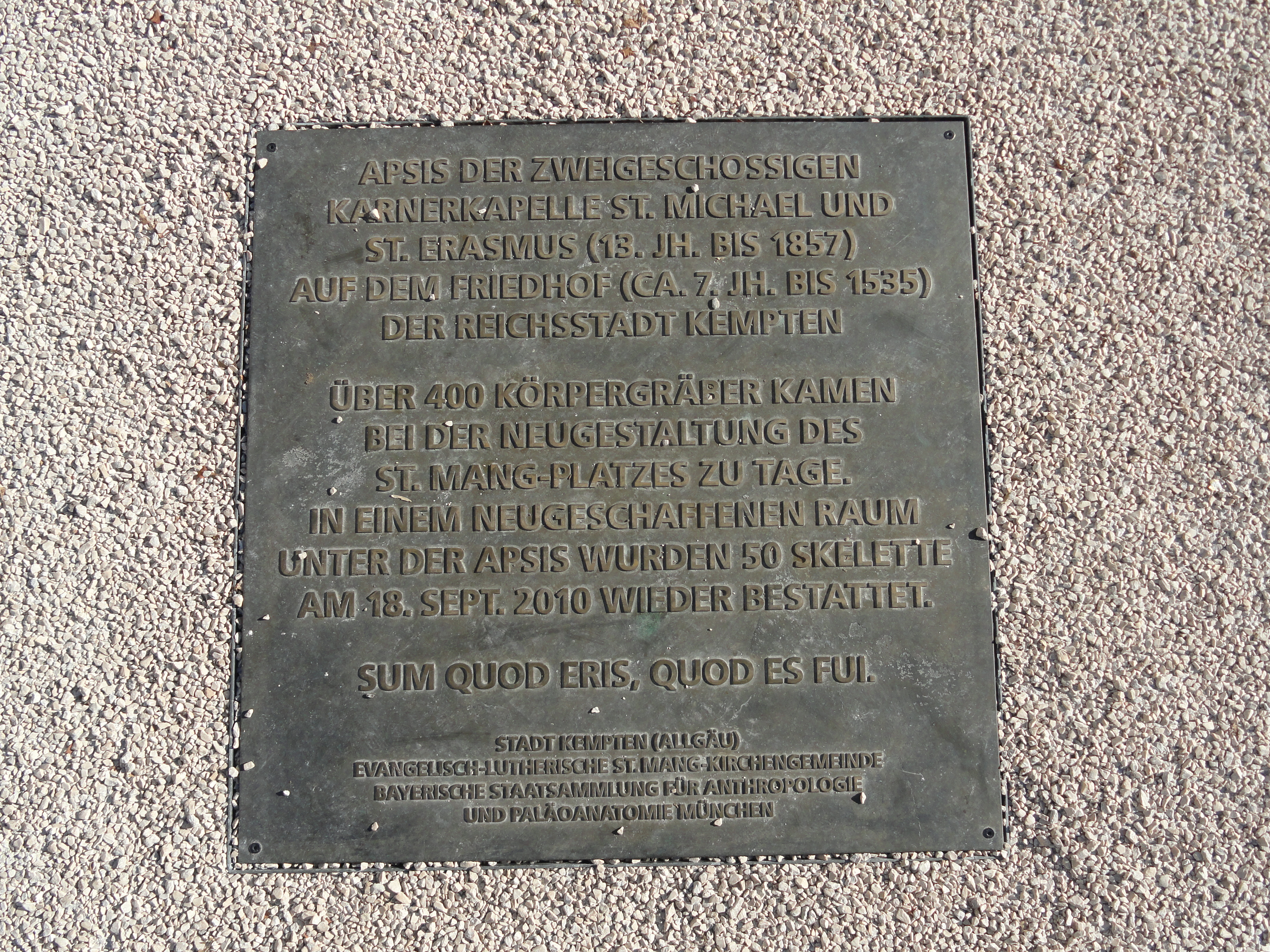
Bronzetafel mit Inschrift auf der neuen „Gruft“
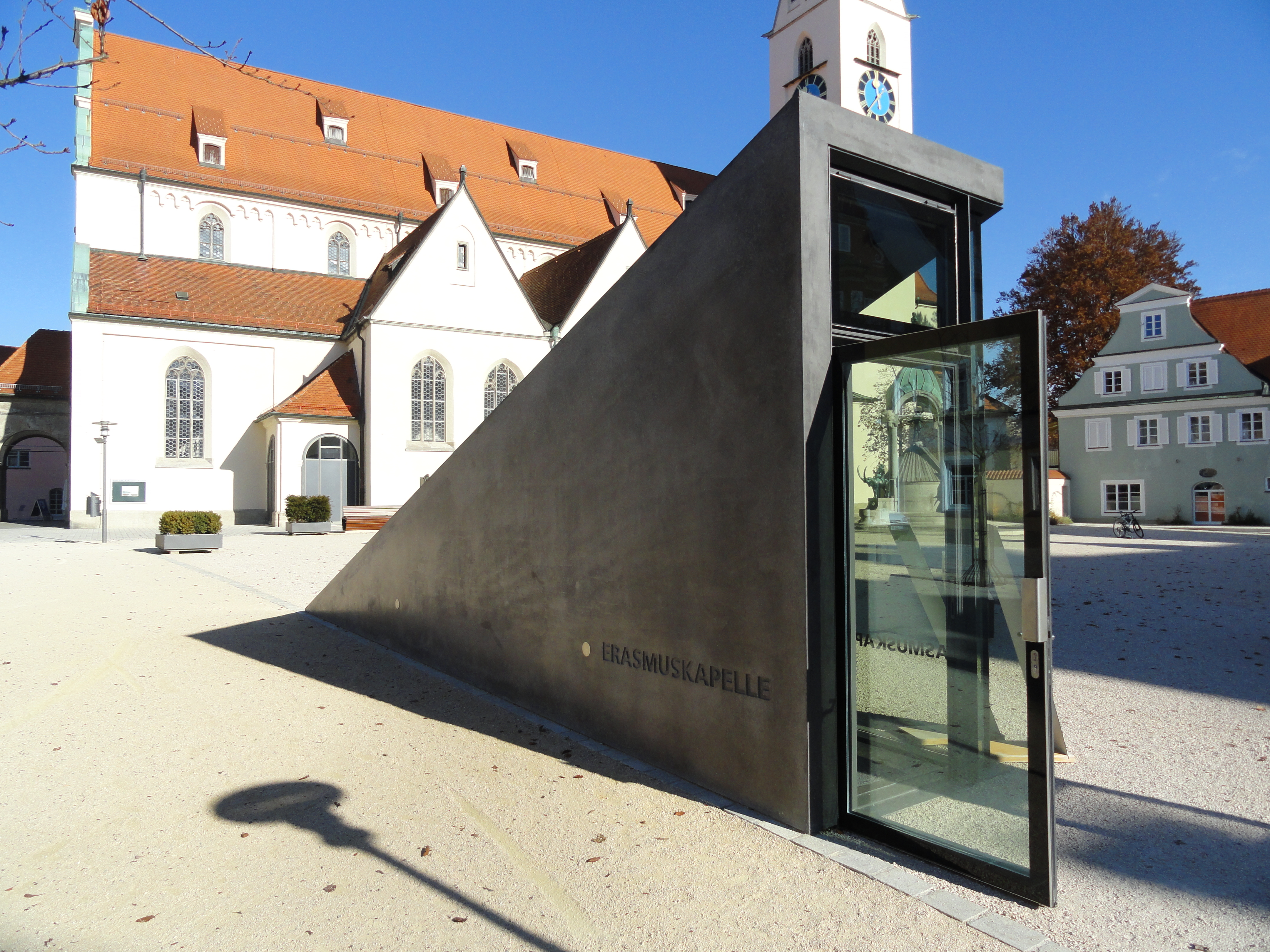
Neuer Eingang
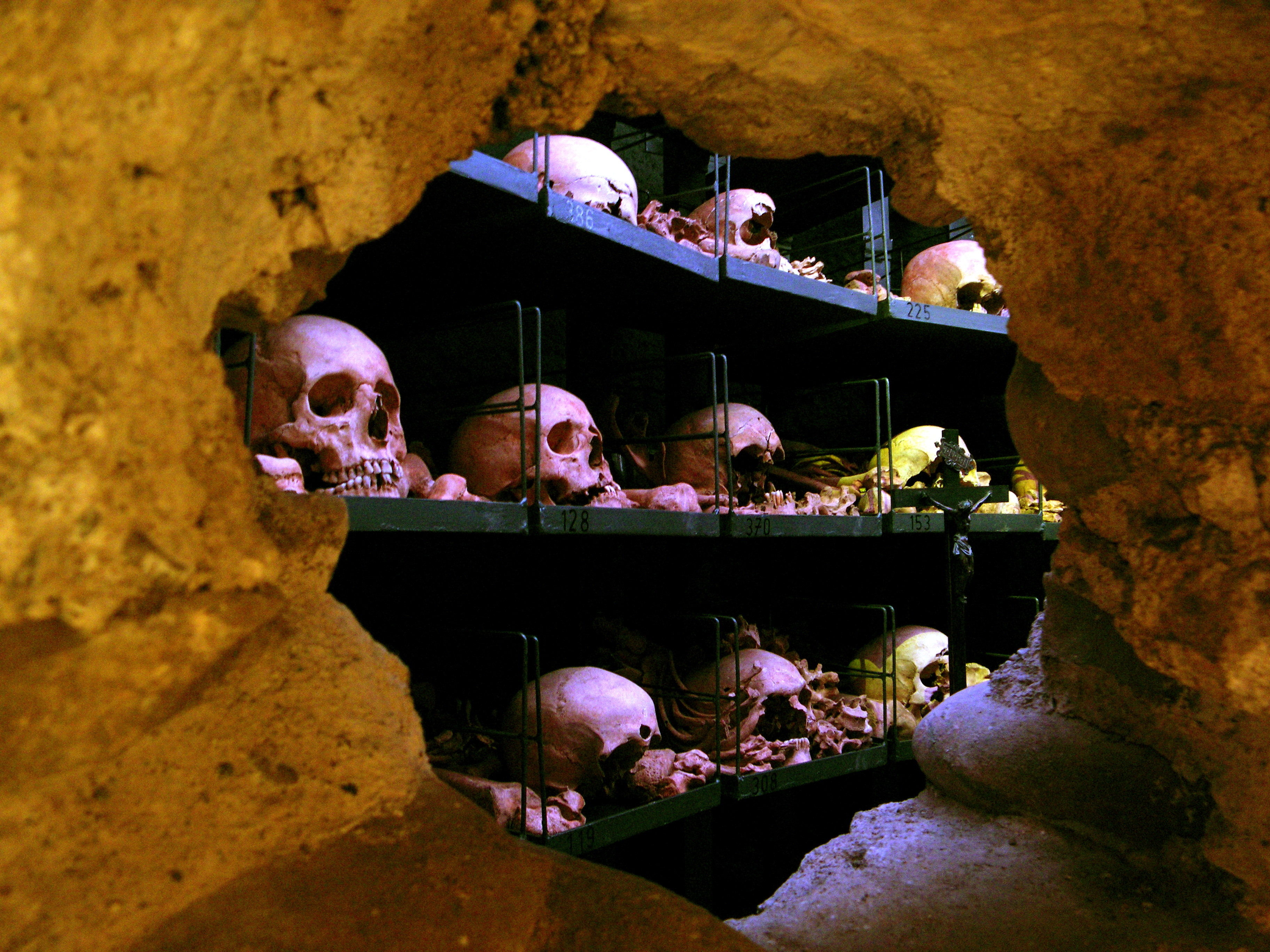
Gebeine hinter einer Öffnung
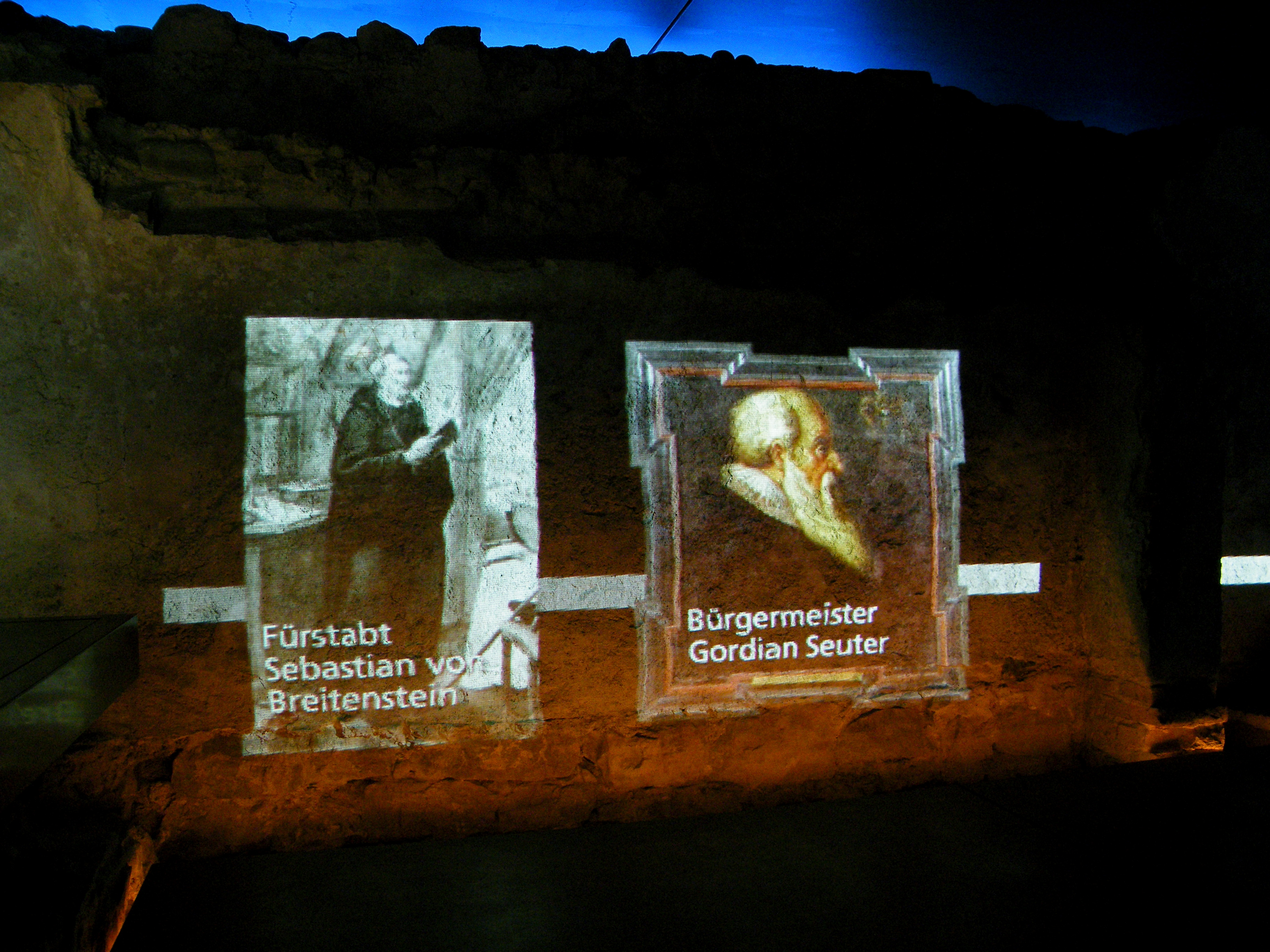
Projektion auf den Wänden

## Frühere Ausstattung
In den wenigen schriftlichen Überlieferungen zur Ausstattung des heutigen Bodendenkmals ist nur bekannt, dass ein Altar vorhanden war. Bei den ersten Abbrucharbeiten im Jahr 1857 fanden die Arbeiter Teile von Wandbemalungen. Daraufhin beauftragte die Stadt Kempten den Kunstmaler Joseph Buck, die erhalten gebliebenen Reste dieser Bemalungen zu dokumentieren. Vorher wurden die Funde von darüberliegenden Farbschichten befreit. Womöglich, so vermutete der ehemalige Kemptener Stadtarchivleiter Friedrich Zollhoefer (1897–1975, Dienstzeit 1947–1969), waren diese Fresken während des reformatorischen Bildersturmes im 16. Jahrhundert erstmals übertüncht worden. Bucks aquarellierte Federzeichnungen sind wie weitere Zeichnungen aus seiner Hand wichtige Urkunden der künstlerischen und architektonischen Eigenschaften der Doppelkapelle.
Buck malte für die Titelseite der Dokumentation die Gewölbekonstruktion mit der heute wiederaufgestellten Säule im Untergeschoss. Seine verkleinerten Rekonstruktionen der Bilder ermöglichten eine Einteilung in drei Gruppen der Bemalung aus verschiedenen Zeiten. Eine genauere Zeiteinteilung ist kaum möglich, da es sich bei den Zeichnungen nicht um exakte Abbildungen der Originalmalereien handelt. Der Denkmalpfleger Michael Petzet wertete die überlieferten Fresken in seinem 1959 erschienenen Denkmalkurzinventar Stadt und Landkreis Kempten als bedeutend.

## Archäologische Funde

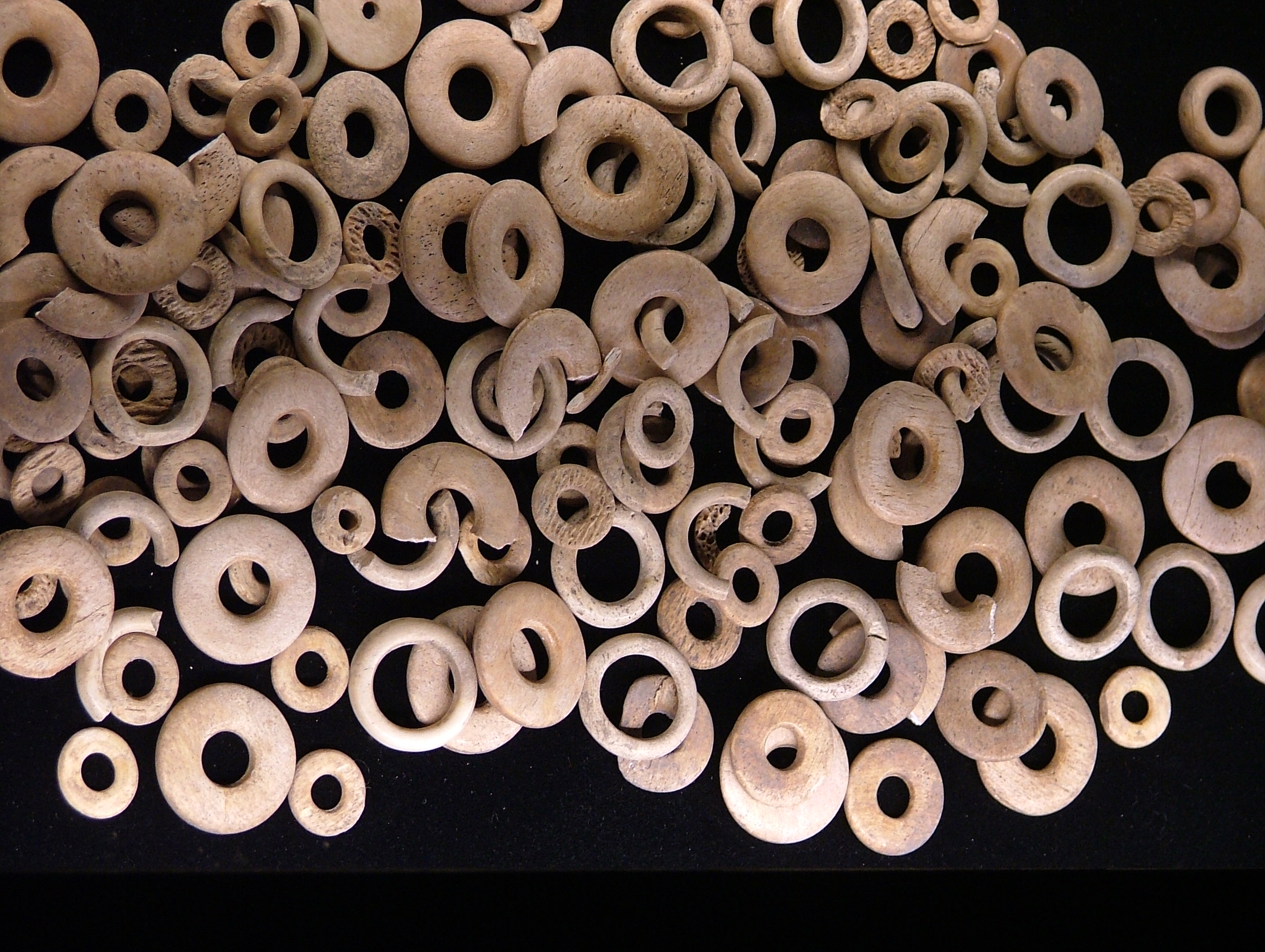
Flache Paternosterringe aus Rinderknochen

Während der beiden umfangreicheren Ausgrabungen der Jahre 2003 und 2008 bis 2010 wurden mehrere Objekte gefunden. Es handelte sich um lose Funde, aber auch um erhaltene Wandmalereien. Dazu gehört in der Ostwand die einzige figürliche Darstellung eines Gesichtes. Im oberen Teil der Grundmauern hatte Bauschutt Apostelkreuze konserviert.
Lose Objekte zeugten vom Leben der Menschen. 2003 wurden acht spätrömische Münzen aus den Regierungszeiten der Kaiser Constantin (Prägejahr 322/323 nach Christus) bis Gratian (Prägejahr 367–383 nach Christus) gefunden. Bei den letzten Ausgrabungen stießen die Archäologen auf eine versilberte Gewandspange und ein Bruchstück eines Amphorenhenkels. Das Hochmittelalter ist durch zwei Ösenhenkel von Topfdeckeln vertreten. Von der Karnerkapelle und ihrer Entstehung zeugt das Bruchstück einer Wandbemalung.
Der Brand im 14. Jahrhundert ließ Glas schmelzen und überzog einen Stein mit einer grünen Glasschicht. Scherben von Talglampen könnten ein Hinweis für die Ursache dieses Brandes sein. Eisennägel belegen, dass einige Verstorbene in Holzsärgen bestattet wurden. Diesen Toten gab man Paternosterschnüre mit ins Grab. Von diesen Vorläufern des Rosenkranzes blieben flache Ringe aus Rinderknochen.